# Hell House LLC III: Lake of Fire
Série
Hell House LLC II: The Abaddon Hotel
(2018) Hell House LLC Origins: The Carmichael Manor
(2023)
Pour plus de détails, voir Fiche technique et Distribution.
Hell House LLC est un film réalisé par Stephen Cognetti et sorti en 2019.

## Fiche technique
- Titre original : Hell House LLC
- Réalisation : Stephen Cognetti
- Scénario :
- Production :
- Musique :
- Pays d'origine : États-Unis
- Langue originale : anglais
- Genre : horreur, found footage
- Durée :
- Dates de sortie :
  - États-Unis : 2019

## Distribution
- Gabriel Chytry : Russell Wynn
- Elizabeth Vermilyea : Vanessa Shepherd
- Sam Kazzi : Jeff Stone
- Theodore Bouloukos : Robert Lyons
- Brian David Tracy : Andrew Tully
- Bridgid Abrams : Jane Maloney
- Leo DeFriend : Gregory Sandvick
- Jordan Kaplan : Max
- Danny Bellini : Alex Taylor